# Ludovico Roncalli
Ludovico Giuseppe Antonio Filippo Roncalli, o sencillamente Conde Ludovico (1654–1713), fue un compositor italiano.

## Vida
Roncalli Nació en Bergamo el 6 de marzo de 1654 y fue bautizado en la iglesia de San Pancrazio en la Città Alta en Bergamo el 8 de junio de 1654. Fue el hijo más joven  del Conde Giovanni Martino Roncalli (1626–1700) y hermano de Francesco, Conde de Montorio (1645–1717). Fue ordenado sacerdote y murió en Bergamo el 25 de agosto de 1713. La familia Roncalli todavía posee un retrato de él vestido de clérigo (Dell'Ara y Parimbelli 2004, 17). 
En una anotación en la parte de atrás de la pintura se puede leer  "Comes Ludovicus Roncalius I.V.D. [Iuris Utriusque Doctor) et abbas, et suis legatis ad Sancta exercitia promovenda insignis largitur. Obiit ann. 1713 Die 25 augusti. Aetatis sue ann. 59. men. sex". (Conde Ludovico Roncalli, licenciado en derecho civil y canónico y sacerdote, ilustre donante de su erudición para la promoción de los ejercicios espirituales. Fallecido en el año 1713, el 25 de agosto a la edad de 59 años y 6 meses). 
Otra nota en letras más pequeñas dice "Ritratta quando era en età d'anni XXXII" (pintado cuándo  tenía 32 años  de edad). El retrato se reproduce en el artículo de Dell'Ara y en las notas de las grabaciones de Jorge Oraison y Giacomo Parimbelli. En los archivos familiares se conserva una carta escrita por su hermano Francesco al padre Martino. En ella se habla de la ayuda financiera que se le dio a Ludovico durante su estancia en Roma en 1695. Se desconocen los motivos de su visita a Roma, pero es posible que el cardenal Pamphilli, al que está dedicada la obra Capricci armonici, le introdujera en los círculos musicales.
En 1692 publicó una colección de nueve suites para  guitarra barroca de cinco órdenes, Capricci armonici sopra la chitarra spagnola  en 1692. Está dedicado a uno de los mecenas  más conocidos en el momento, Cardenal Benedetto Panfili, un bisnieto del papa Inocencio X quién era Cardenal Legado en Bologna en 1690 y más tarde fue bibliotecario de la Biblioteca Apostólica Vaticana en Roma (Dell'Ara y Parimbelli 2004, 17). Esta obra se transcribió  a notación moderna y se arregló para  guitarra de seis cuerdas por Oscar Chilesotti en 1881.[cita requerida]
La obra consta de nueve suites completas, cada una de las cuales comprende un preludio y una alemanda, seguidos de algunas de las otras formas de danza del siglo XVII, como la corrente, la sarabanda, la giga, el minué y la gaviota. El último movimiento de la novena suite es una passacaglia que fue orquestada por Ottorino Respighi e incluida en su suite de Aires y Danzas Antiguas nº 3.  
Roncalli probablemente utilizó en su encordadura un bordón octavado sólo en el cuarto orden mientras que la afinación del quinto era "recurrente" (es decir era más agudo que el cuarto orden)  un método de encordado particularmente asociado con su compatriota Francesco Corbetta y ampliamente utilizado en la parte más tardía del  siglo XVII.